# چارلز نلسن، سینیور
چارلز نلسن، سینیور (انگلیسی: Chester Nelsen Sr.; ۲ اکتبر ۱۹۰۲ – ۴ اکتبر ۱۹۸۷) دوچرخه‌سوار اهل ایالات متحده آمریکا بود. وی در بازی‌های المپیک تابستانی ۱۹۲۸ شرکت کرده است.